# Amfifil
En amfifil (fra græsk αμφις, amphis: begge og φιλíα, philia: kærlighed, venskab) er et molekyle med både en hydrofil (vandelskende, polær) og en hydrofob (vandhadende, upolær) del. Amfifiler findes fx i rengøringsmidler og blandt lipoproteiner.
| Fysik | Spire Denne artikel om fysik er en spire som bør udbygges. Du er velkommen til at hjælpe Wikipedia ved at udvide den. |